# Ватан (Эндр)
Вата́н (фр. Vatan) — коммуна во Франции, в регионе Центр, департамент Эндр (округ Исудён). Административный центр кантона Ватан. Население 865 чел. (на 2007 г.).
Муниципалитет расположен на расстоянии около 210 км к югу от Парижа, 95 км к югу от Орлеана, 31 км к югу от Шатору.